# Bartender (manga)
Pour les articles homonymes, voir Bartender (homonymie).
 (mars 2024).
Bartender (バーテンダー, Bātendā) est un manga écrit par Araki Joh et illustré par Kenji Nagatomo. L'histoire est centrée sur un barman de génie qui utilise ses talents pour soulager les soucis et apaiser les âmes des clients angoissés. Le manga a été tout d'abord prépublié dans le magazine Super Jump, puis dans Grand Jump et a été compilé en 21 tomes en février 2012. 
Il a été par la suite été adapté en anime qui a été diffusé entre octobre et décembre 2006 sur Fuji TV. Une adaptation en drama a aussi vu le jour début 2011.
Une série dérivée nommée Bartender à Paris est actuellement prépublié dans le magazine Grand Jump depuis janvier 2012. Cette série est toujours écrite par Araki Joh mais est illustrée par Osamu Kajisa. Trois tomes sont sortis en janvier 2013.

## Sujet
Bartender suit la vie nocturne de Ryū Sasakura, un barman prodige dont on dit qu'il prépare les meilleurs cocktails jamais goûtés. Sasakura passe son temps dans un bar nommé "Eden Hall", caché dans un coin du quartier de Ginza, dans le centre-ville de Tokyo. Il se dit qu'une personne lambda ne peut pas trouver et entrer au Eden Hall, mais doit y être invité par l'hôte. Tout au long du manga, des personnages de statut élevé ou modeste, tous faisant face à des problèmes singuliers ou des lourds fardeaux, sont "invités" au Eden Hall et dégustent les boissons exquises de Sasakura, qui mène ses clients à réfléchir à leur vie et décider des actions pour venir à bout de leurs problèmes.

## Anime
Année de production : 2006
Studio Palm
Bartender se découpe en 12 épisodes de 24 minutes.
L'histoire, légèrement différente du manga dont elle est inspirée, se déroule dans un seul et même bar, Eden Hall, dont Sasakura est propriétaire.
L'ambiance reste feutrée et rappelle celle d'un vrai bar, il n'y a d'ailleurs que très peu de scènes en extérieur. Le passé de Sasakura Ryu est lui aussi changé pour que les épisodes se focalisent uniquement sur l'histoire de chaque client.
Il n'y a aucun personnage inédit, et beaucoup de personnages récurrents au manga ne font ici qu'une brève apparition (qu'il est difficile de remarquer si on n'a pas lu le manga).
Chaque épisode s'articule autour d'un nouveau client venu chercher du réconfort dans un moment plus ou moins difficile de sa vie.
À noter que pendant chaque ending, la recette de l'un des cocktails présentés durant l'épisode est donnée, et on peut assister à sa réalisation par un "vrai" barman.

## Drama
Un drama de huit épisodes a été diffusé sur TV Asahi entre février et avril 2011. Le rôle de Ryû Sasakura est tenu par Aiba Masaki.